# Notopodinae
Notopodinae zijn een onderfamilie van krabben (Brachyura) uit de familie Raninidae.

## Geslachten
De Notopodinae omvat volgende geslachten:
- Cosmonotus Adams & White, in White, 1848
- Notopus De Haan, 1841
- Ranilia H. Milne Edwards, 1837
- Umalia Guinot, 1993

### Uitgestorven
- † Eumorphocorystes Binkhorst, 1857
- † Lianira Beschin, Busulini, De Angeli, Tessier & Ungaro, 1991
- † Lovarina Beschin, Busulini, De Angeli, Tessier & Ungaro, 1991
- † Ranidina Bittner, 1893
- † Raniliformis Jagt, Collins & Fraaye, 1993